# نهر لوبويتسا
نهر لوبويتسا هو رافد لنهر لوبوايا في رومانيا.